# Vera Diurson
Vera Svea Maria Diurson, född Berglind 13 november 1896 i Stockholm, död 1981, var en svensk hemslöjdskonsulent, ämbetsman och textilkonstnär.
Hon var dotter till direktören C G Berglind och Maria Skoglund och gift 1919–1937 med kaptenen Einar Diurson. Efter avlagd studentexamen 1916 studerade hon vid Schartaus handelsskola 1917 och Borås vävskola 1926–1934 och vid Textilinstitutet 1938. Hon var anställd som hemslöjdskonsulent i Södra Älvsborgs län 1938 och blev byråchef 1948. Hon blev chef för textilavdelningen vid Hemmens forskningsinstitut 1954 och intendent vid Statens institut för konsumentfrågor 1957–1962. Tillsammans med Signhild Wiklund gav hon ut en lärobok i Textil materiallära och tillsammans med Astrid Sampe-Hultberg Textil bilderbok 1948 samt boken Tyg och färg med Gösta Sandberg 1957.